# Jerzy Christ
Jerzy Christ (* 15. September 1958 in Kattowitz) ist ein ehemaliger polnisch-deutscher Eishockeyspieler. Er war ein Mittelstürmer.

## Karriere
Der gelernte Bergmann begann seine Karriere 1976 bei Baildon Kattowitz, wo er gleich im ersten Jahr polnischer Vizemeister wurde. 1983 spielte er eine Saison für GKS Katowice, bevor er 1984 zu Polonia Bytom wechselte, wo er bis 1989 spielte. Die Zeit bei Polonia Bytom war die erfolgreichste in seiner Eishockeykarriere. Er galt als einer der besten Spieler der Dekade und führte den Verein sogleich, mit seinem Sturmpartner Jan Piecko, zur ersten polnischen Meisterschaft. Im selben Jahr noch wurde er von der polnischen Fachpresse als bester Eishockeyspieler mit dem "Goldenen Schläger" ausgezeichnet. Es folgten weitere erfolgreiche Jahre mit zwei Meisterschaften (1986, 1988) und abermals der "Goldener Schläger"-Auszeichnung für den besten Eishockeyspieler Polens (1986). Dazwischen lagen zwei Vizemeisterschaften (1985, 1987). In der ersten polnischen Liga bestritt er insgesamt 423 Spiele und schoss dabei 204 Tore.
Seinen ersten Vertrag im Ausland erhielt Christ beim Zürcher SC, wo er als zweifacher Torschütze den Aufstieg in die erste Liga der Schweiz schaffte. Im Dezember 1989 kam Jerzy Christ als Aussiedler nach Deutschland. Der damalige Vorsitzende des ECD Sauerland, Heinz Weifenbach, hatte ihn, zusammen mit seinen Landsmännern Jędrzej Kasperczyk und Ireneusz Pacula, nach Iserlohn geholt. Hier spielte Christ, mit einer Zwischenstation beim ERC Westfalen Dortmund 90 in der Saison 1994/95 (Ligameister), bis 1997 für den ECD Sauerland (später den Iserlohner EC) in der zweiten Bundesliga. In seinem Debütspiel im Trikot des ECD Sauerland gegen Duisburg erzielte er sogleich drei Treffer. Später avancierte er zum Mannschaftskapitän. Durch eine starke Emboliegefährdung musste er 1991 eine lange Pause einlegen. Die Lungenembolie sowie eine Muskelentzündung zwangen ihn die komplette Saison 1993/94 zu pausieren.
Nach dem Ende seiner Laufbahn als Eishockeyspieler trainierte er noch eine Zeit lang regelmäßig bei den Altherren von Westfalen Dortmund und der ECD-Traditionsmannschaft. Mit beiden Mannschaften nahm er an mehreren Turnieren teil und gewann jeweils einmal den Sauerland-Cup der Eishockey-Oldies. Darüber hinaus bestritt er auch einige Spiele für die Inline-Skaterhockey-Mannschaft der Mendener Mambas.
Der begeisterte Radsportfan lebt im Iserlohner Stadtteil Sümmern.

## Internationale Karriere
Während seiner internationalen Karriere zwischen 1983 und 1989 brachte es Jerzy Christ auf 103 Länderspiele und 47 Tore für die polnische Nationalmannschaft. Er nahm an vier Weltmeisterschaften und zwei Olympischen Spielen teil.

### Weltmeisterschaften
- 1983 Tokio, Japan – B-WM – 2. Platz
- 1986 Moskau, Sowjetunion – A-WM – 8. Platz
- 1987 Canazei, Italien – B-WM – 1. Platz (Aufstieg)
- 1989 Stockholm, Schweden – A-WM – 8. Platz

### Olympische Spiele
- 1984 Sarajevo, Jugoslawien – 8. Platz
- 1988 Calgary, Kanada – 10. Platz

Seine besten Spiele auf internationalem Parkett bestritt Jerzy Christ während der Olympischen Winterspiele in Calgary sowie bei der Weltmeisterschaft 1986 in Moskau, wo er beim Sieg über den damaligen amtierenden Weltmeister Tschechoslowakei beide Tore für die Polen schoss (Polen gewann 2:1).

## Karrierestatistik
(Legende zur Spielerstatistik: Sp oder GP = absolvierte Spiele; T oder G = erzielte Tore; V oder A = erzielte Assists; Pkt oder Pts = erzielte Scorerpunkte; SM oder PIM = erhaltene Strafminuten; +/− = Plus/Minus-Bilanz; PP = erzielte Überzahltore; SH = erzielte Unterzahltore; GW = erzielte Siegtore; 1 Play-downs/Relegation; Kursiv: Statistik nicht vollständig)

MR Meisterrunde; 2B und Vorgänger-/Nachfolgeligen (Bundesliga, 1. Liga)